# Paphiopedilum primulinum
Paphiopedilum primulinum — многолетнее наземное трявянистое растение семейства Орхидные.
Один из наиболее распространённых в культуре видов пафиопедилюмов.
Вид не имеет устоявшегося русского названия, в русскоязычных источниках обычно используется научное название Paphiopedilum primulinum.

## Синонимы
- Paphiopedilum chamberlainianum f. primulinum (M.W.Wood & P.Taylor) Fowlie 1973
- Paphiopedilum chamberlainianum [Sander] Stein subsp. liemianum forma primulinum Fowlie
- Paphiopedilum chamberlainianum var. flavum Fowlie 1973
- Paphiopedilum chamberlainianum var. primulinum (M.W.Wood & P.Taylor) Braem 1988
- Paphiopedilum liemianum f. purpurascens (M.W.Wood) K.Karas. & K.Saito 1982
- Paphiopedilum liemianum var. primulinum (M.W.Wood & P.Taylor) K.Karas. & K.Saito 1982
- Paphiopedilum liltii Hort.
- Paphiopedilum primulinum f. purpurascens (M.W.Wood) O.Gruss 2002
- Paphiopedilum victoria-regina f. purpurascens M.W.Wood 1976
- Paphiopedilum victoria regina subsp. primulinum [M. Wood & P. Taylor] M. Wood 1976

## Природныеразновидности

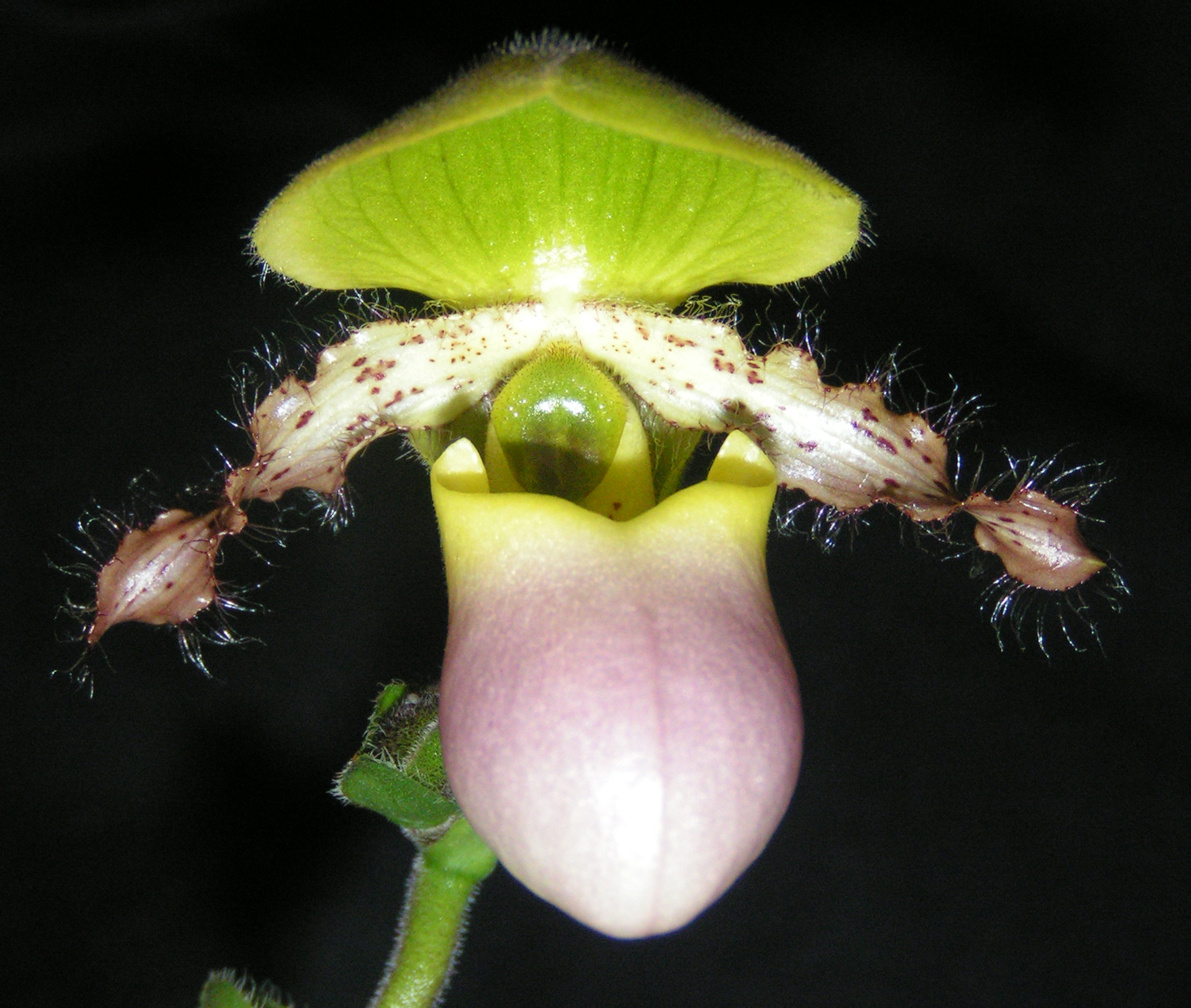
Paphiopedilum primulinum var. purpurascens

По данным Королевских ботанических садов в Кью:
- Paphiopedilum primulinum var. primulinum
- Paphiopedilum primulinum var. purpurascens

## Этимология
Латинское видовое название дано из-за окраски цветков, напоминающих цветки первоцвета. Описанные растения имели цветки различных оттенков зелёного и жёлтого, поэтому название Paph. primulinum, казалось уместным. Позже были обнаружены цветные формы, их называли Paph. primulinum var. purpurascens.
Английское название — The Primrose Yellow Paphiopedilum.
к

## Биологическое описание
Побег симподиального типа. Стебель практически полностью скрыт основаниями 4—7 листьев. Ризома короткая.
Листья широколинейные, 15—17 см в длину, 2—4 см шириной, бледно-зеленые.
Цветонос зелёный, одиночный, многоцветковый, цветки открываются последовательно, 20-35 см длиной.
Цветки 4,2 см в диаметре. По другим данным 6—8 см.
Парус от зелёного до жёлтого цвета, петалии и губа могут быть яркого канареечного, жёлтого или глубокого золотого цвета. Когда были обнаружены цветные формы, их называли Paph. primulinum var. purpurascens. Эта вариация имела зеленоватые цветки с фиолетовыми мазками по основному фону. Позже в культуре почвилась гдугая форма, она имела бронзовый или медно-красный оттенок. Она попала на международный рынок под названием Paph. primulinum var. liltii. Вариация была названа в честь собаки коллекционера Ray Rands реализовавшего эти растения. Эта вариация никогда не описывалась, и большинство людей предполагают, что это просто var. purpurascens, но с другой окраской. В последние годы другая группа растений была реализована как Paph. primulinum, но с более крупными цветками, чем номинальная форма. Эти цветки были со сливочными к серебристо-белому петалиями и губой и очень похожи на альбиносы гибридов Paph. Pinocchio, Paph. Avalon Mist или Paph. Memoria Eleanor Ohlund × Paph. primulinum. Некоторые из этих гибридов, которые оказались неудачными, под именем Paph. primulinum опять использовались в дальнейшем размножении.
Хромосомы:
- Paphiopedilum primulinum. 2n = 32, metacentrics 18, telocentrics 14, n.f. 50
- Paphiopedilum primulinum f. purpurascens. 2n = 32, metacentrics 16, telocentrics 16, n.f. 48[4]

## Ареал, экологические особенности
Северная часть острова Суматра. 
 Мелколесье вблизи вершин известняковых холмов, от 5 до 500 метров над уровнем моря. Почвы известковые, состоящие из опавших листьев и гумуса. Климат тропический, сухого сезона нет.
Относится к числу охраняемых видов (I приложение CITES).

## В культуре
Этот вид неприхотлив и может быть рекомендован для начинающих любителей Paphiopedilum. Не требователен к нейтральному значению pH субстрата и может содержаться в условиях полутени.
Температурная группа — тёплая. Для нормального цветения желателен перепад температур день/ночь в 5—8 °C. 
 Посадка в пластиковые и керамические горшки с несколькими дренажными отверстиями на дне, обеспечивающими равномерную просушку субстрата.
Основные компоненты субстрата: см. статью Paphiopedilum
Некоторые коллекционеры предполагают, что Paph. primulinum является кальцефилом, поэтому в грунт желательно добавление известняковой гальки.
Частота полива должна быть подобрана таким образом, что бы субстрат внутри горшка успевал почти полностью просохнуть, но не успел высохнуть полностью. В зимний период рекомендуется уменьшить полив.
Довольно часто под названием Paph. primulinum продается гибрид Paphiopedilum Pinocchio и другие гибриды похожие на Пафиопедилюм примулоцветный. В ряде случаев их невозможно отличить гибрид от чистого вида, чем и пользуются коммерческие фирмы занимающиеся продажей орхидных. Подозрительными признаками могут служить большие размеры растения и количество цветков в соцветии.
Paph. primulinum активно используется в гибридизации. С его участием созданы такие популярные грексы, как Gina Short и другие.

## Некоторые известные первичныегибриды(грексы)
| - Golddollar — primulinum × armeniacum - Deperle — primulinum × delenatii - Summer Ice — primulinum × emersonii - In-Charm Harmony — primulinum × hangianum - Envy Green — primulinum × malipoense - Satin Smoke — primulinum × micranthum - Sand Dollar — primulinum × bellatulum - Primcolor — primulinum × concolor - Heeder Fladder — primulinum × godefroyae - Ron Williamson — primulinum × niveum - Lyro Petite Fleur — primulinum × barbigerum - Pale Face — primulinum × charlesworthii - Druid Spring — primulinum × druryi - Krista — primulinum × exul - Elfin Charm — primulinum × fairrieanum - Wiffy — primulinum × gratrixianum - Tropical Magic — primulinum × henryanum - Hirsulinium — primulinum × hirsutissimum - Lady Light — primulinum × insigne - Lemonade — primulinum × spicerianum - Privil Honi — primulinum × villosum - Memoria Lucille Plank — primulinum × appletonianum - Memoria Feline Friends — primulinum × barbatum - Dollina — primulinum × callosum - Cilioprim — primulinum × ciliolare | - Javaniprim — primulinum × javanicum - Prilawrence — primulinum × lawrenceanum - Sauvie Island Prince — primulinum × mastersianum - Elizabeth Moore — primulinum × sukhakulii - Jean Brice — primulinum × superbiens - Arnold J. Klehm — primulinum × venustum - Sunrise Serenade — primulinum × violascens - Mary Alice Ellis — primulinum × virens - Quissett — primulinum × wardii - Memoria David Hanson — primulinum × adductum - Travis Shane Lawless — primulinum × dianthum - Prim-n-Proper — primulinum × glanduliferum - Henrietta Fujiwara — primulinum × haynaldianum - Mamie Wilson — primulinum × lowii - Veronique Bert — primulinum × parishii - Honey — primulinum × philippinense - Prime Child — primulinum × rothschildianum - Oberhausens Diamant — primulinum × sanderianum - Imperial Jade — primulinum × stonei - Amelia Hart Alexander — primulinum × chamberlainianum - Pinocchio — primulinum × glaucophyllum - Sandy’s Prime Lime — primulinum × liemianum - Memoria Eleanor Ohlund — primulinum × victoria-mariae - Leschenault de la Tour — primulinum × victoria-reginae |